# Coupe des Pays-Bas de football 1968-1969
Navigation
Édition précédente Édition suivante
La Coupe des Pays-Bas de football 1968-1969, nommée la KNVB beker, est la 51e édition de la Coupe des Pays-Bas. La finale se joue le 11 juin 1969 au stade Feijenoord à Rotterdam, puis sera rejoué le 14 juin dans le même stade, les deux finalistes n'ayant pu se départager lors de la première rencontre.
Le club vainqueur de la coupe est qualifié pour la Coupe des coupes 1969-1970.

## Finale
Le Feyenoord Rotterdam et le PSV Eindhoven ne peuvent se départager lors de la finale, après la prolongation le score est de un but partout. Trois jours plus tard, les deux équipes reviennent au stade Feijenoord, cette fois-ci le Feyenoord s'impose par deux buts à zéro et remporte son quatrième titre. Le club de Rotterdam gagne également le championnat, laissant ainsi la place en Coupe des coupes 1969-1970 au PSV Eindhoven, finaliste de la Coupe des Pays-Bas, ce qui sauve la saison du PSV, qui ne termine qu'à la cinquième place du championnat.